# Base aerea di Gando
La Base aerea di Gando (in spagnolo: Base Aérea de Gando) è una base dell'Aeronautica militare spagnola situata nell'isola di Gran Canaria, in Spagna, vicino all'Aeroporto di Gran Canaria, a est delle sue piste.
Nella base aerea di Gando ha sede il 46º Stormo, che è composto dagli squadroni 462 e 802 e difende lo spazio aereo spagnolo intorno alle Isole Canarie. Ha in dotazione gli aerei F/A-18 Hornet e CASA CN-235 e gli elicotteri Eurocopter AS332 Super Puma. Il 46º Stormo sostituirà l'F-18 Hornet con l'Eurofighter Typhoon a partire dal 2026. 
Il 46º Stormo dipende dal Comando Aereo delle Isole Canarie (Mando Aéreo de Canarias – MACAN), che ha sede nella città di Las Palmas. La base di schieramento della base aerea di Gando è l'Aeroporto militare di Lanzarote (Aeródromo Militar de Lanzarote), che dispone di truppe dell'Aeronautica militare stanziate in permanenza e di un radar di difesa aerea (l'EVA 22, che copre le Isole Canarie orientali e la zona marittima fino al Sahara), ma non dispone di aerei militari stanziati permanentemente, pertanto utilizza quelli della Base di Gando.

## Storia
Nel febbraio 1939 si insediò a Gando il 1º distaccamento dell'Aviazione militare spagnola. Inizialmente la base fu utilizzata come polveriera, ma nell'agosto 1940 arrivò a Gando il 29º Gruppo, equipaggiato con 24 aerei da caccia Fiat C.R.32. Successivamente la base divenne sede del 46º Stormo, che partecipò attivamente al conflitto nel Sahara spagnolo, iniziato nel 1957. L'attività militare fu più intensa durante la metà degli anni settanta, al momento della crisi della decolonizzazione del Sahara Occidentale e della sua occupazione da parte del Marocco.
Nel 1975, dopo la decolonizzazione del Sahara spagnolo, fu attivato a Gando il 462º squadrone, per avere nelle Isole Canarie un reparto aereo da combattimento con possibilità operative in ogni momento. 
Nel 2006 la Spagna propose la Base aerea di Gando come quartier generale per il neonato Comando Africano degli Stati Uniti (AFRICOM), ma il quartier generale dell'AFRICOM alla fine fu insediato a Stoccarda, in Germania. Le crisi militari in Africa occidentale, come l'intervento francese in Mali nel 2013, hanno reso la base aerea di Gando la principale piattaforma aerea per le operazioni NATO nell'area dell'Africa occidentale.

## Lanci spaziali
Nel 1997 la Base aerea di Gando fu utilizzata per lanciare in orbita il satellite spagnolo Minisat 01. Il lancio fu eseguito da un aereo statunitense Lockheed L-1011 TriStar mediante un razzo vettore Pegasus.